# Phausina
Genre
Phausina est un genre d'araignées aranéomorphes de la famille des Salticidae.

## Distribution
Les espèces de ce genre se rencontrent au Sri Lanka et en Indonésie à Java.

## Liste des espèces
Selon World Spider Catalog (version 18.0, 03/05/2017) :
- Phausina bivittata Simon, 1902
- Phausina flavofrenata Simon, 1902
- Phausina guttipes Simon, 1902
- Phausina leucopogon Simon, 1905

## Publication originale
- Simon, 1902 : Description d'arachnides nouveaux de la famille des Salticidae (Attidae) (suite). Annales de la Société Entomologique de Belgique, vol. 46, p. 24-56 & 363-406 (texte intégral).